# Hœdic
Hœdic (en bretó Edig) és un municipi insular francès, situat a la regió de Bretanya, al departament d'Ar Mor-Bihan. L'any 2006 tenia 111 habitants. Està situada a l'oceà Atlàntic, al llarg de la costa sud de la Bretanya (penínsules de Rhuys i de Quiberon), a 13 km a l'est de Belle-Île i a 5 km alsud-est d'Île-d'Houat. Forma part d'una línia de crestes granítiques que comprenen la península de Batz-Le Croisic-Le Pouliguen, l'île Dumet, Houat, Quiberon i Groix.

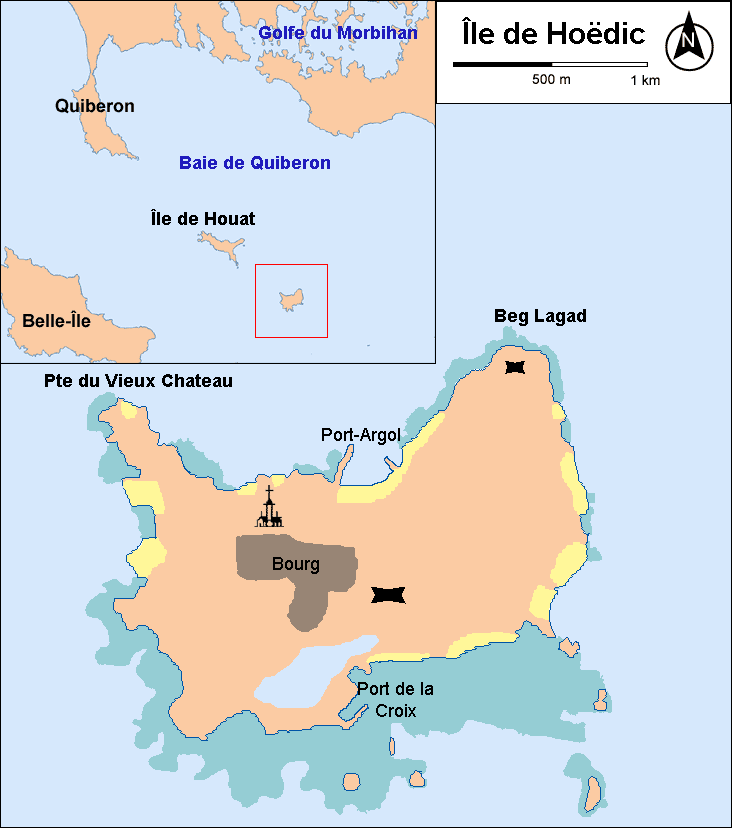
Mapa de Hoëdic.

## Demografia
| 1962                                       | 1968 | 1975 | 1982 | 1990 | 1999 |  |
| ------------------------------------------ | ---- | ---- | ---- | ---- | ---- |  |
| 177                                        | 191  | 177  | 126  | 140  | 117  |  |
| Des de 1962: població sense dobles comptes |      |      |      |      |      |  |

## Administració
| Període   | Identitat           | Partit |
| --------- | ------------------- | ------ |
| 1989-1995 | Marc Allanic        |        |
| 1995-2001 | Maurice Allanic     |        |
| 2001-2002 | Jean Rambure        |        |
| 2002-2014 | André Blanchet      |        |
| 2014-     | Jean-Luc Chiffoleau |        |